# Hybauchenidium
Hybauchenidium là một chi nhện trong họ Linyphiidae.